# Leah Metcalf
Leah Chantell Metcalf, född 18 september 1983 i Takoma Park, Maryland, är en amerikansk basketspelare i Södertälje BBKs Telge Basket kommer närmast från franska Toulouse Metropole Basket.
Metcalf har tidigare spelat i Sverige för Marbo Basket og blev utnämnd till Damligans bästa guard säsongen 2008-2009.
Metcalf spelade collegebasket med University of North Carolina at Chapel Hill.